# Collins Shichenje
Pour les articles homonymes, voir Collins.
Collins Shichenje, né le 19 septembre 2003, est un footballeur international kényan qui joue au poste de Défenseur central ou de milieu défensif au FK Vojvodina Novi Sad.

## Biographie

### Carrière en club
Né au Kenya, Collins Shichenje est formé dans son pays par le Green Commandos SC, avant de rejoindre en 2019 l'AFC Leopards, où il commence sa carrière professionnelle en championnat du Kenya.
En 2021, il effectue un premier essai au PAOK Salonique,, passant presque un an en Grèce dans un contexte de covid,. Repassé à l'AFC Leopards pendant quelques mois, il rejoint finalement en 2022 l'Europe et l'AIK Fotboll, en Championnat de Suède,,,. 
Après avoir fait ses débuts en match amical dès l'été 2022, il joue son premier match avec l'équipe première du club le 27 juillet 2022, lors du match retour des qualifications à la Ligue Europa Conférence, contre les Ukrainiens de Vorskla Poltava. Il est titulaire en défense centrale et l'AIK remporte le match 2-0 (4-3 en score cumulé) qui lui permet d'avancer au troisième tour des qualifications,.
Il fait ses débuts en Allsvenskan le 7 août 2022, lors d'une défaite 1-0 contre le Kalmar FF à la Guldfågeln Arena.

### Carrière en sélection
Déjà international avec les moins de 20 ans,, Collins Shichenje est convoqué pour la première fois avec l'équipe senior du Kenya en septembre 2020, pour un match amical contre la Zambie,.
Il honore sa première sélection le 13 mars 2021, lors d'une victoire 1-0 en match amical contre le Soudan du Sud au stade national de Nyayo à Nairobi,,.
Freiné par des blessures dans son essors en équipe nationale, il fait également face à un contexte où le Kenya est temporairement suspendu des compétitions par la FIFA, Shichenje est tout de même convoqué pour les matchs amicaux début 2023.